# Krzysztof Zanussi
Krzysztof Pius Zanussi, född 17 juni 1939 i Warszawa, är en polsk filmregissör och manusförfattare.

## Biografi
Zanussi har studerat fysik vid Universitetet i Warszawa (1955-59), filosofi vid Jagellonska universitetet i Kraków (1959-62)och 1967 avslutade han sin filmutbildning vid Filmhögskolan i Łódź. Han har även skrivit några böcker.
Som regissör är Zanussi känd för filmer som Porten intill (1971), Illumination (1973), Kvartalsbokslut (1975) och Skyddsfärger (1977). Han har i sina verk visat stor psykologisk inlevelse samt analytisk iakttagelseförmåga.
Enligt uppgifter sparade i Instytut Pamięci Narodowej sedan 1962 till 1964 registrerades han som en hemlig samarbetspartner till kommunistiska Służba Bezpieczeństwa kodnamn "Aktor". 